# Hey! Say! JUMP
Hey! Say! JUMP (ヘイ! セイ! ジャンプ?) es un grupo masculino de J-pop perteneciente a Johnny & Associates. Se compone de ocho miembros (originalmente diez, pero en 2011 Ryūtarō Morimoto fue suspendido de la empresa y en 2021 Keito Okamoto abandono el grupo para centrarse en su carrera como actor). Hey! Say! JUMP se considera una expansión del original Hey! Say! 7. El nombre de Hey! Say! JUMP se refiere al hecho de que todos los integrantes nacieron en el Periodo Heisei y JUMP es un acrónimo de Johnny's Ultra Music Power. Antes de que debutaran como Hey! Say! JUMP, había un grupo temporal que se llamaba Hey! Say! 7, en el que 5 miembros de la Johnny’s Jr fueron escogido para formar parte: Yūya Takaki, Daiki Arioka, Ryōsuke Yamada, Yūto Nakajima y Yūri Chinen. 
El 24 de septiembre de 2007 se anunció que el grupo Hey! Say! 7 debutaría con otro nombre. El grupo consta de los 5 miembros de la Hey! Say! 7 temporal, más otros 5 que se escogieron de la Johnny's Jr, a su vez este grupo está dividido en 2 subgrupos. Hey! Say! 7 no tiene los mismos integrantes que estaban en el comienzo, estaba formado por los 5 miembros más jóvenes de Hey! Say! JUMP: Nakajima Yuto, Yamada Ryosuke, y Chinen Yuri (Quienes formaban parte del grupo temporal), más Ryūtaro Morimoto y Keito Okamoto. Hey! Say! BEST está formado por los 5 miembros mayores del grupo. BEST es la abreviatura de "Boys Excellent Selection Team". Está formada por Yuya Takaki, Daiki Arioka (quienes también formaron parte del anterior grupo temporal) Inoo Kei, Kota Yabu y Hikaru Yaotome.

## Miembros

### Hey! Say! 7
- Ryōsuke Yamada (山田 涼介 Yamada Ryōsuke?,  nacido el 9 de mayo de 1993 en Tokio). Es un actor, cantante, e integrante de la agrupación musical japonesa Hey! Say! JUMP y Hey! Say! 7.  Él está bajo la dirección de Johnny & Associates y actualmente reside en la Prefectura Kanagawa. Es el principal cantante del grupo y el que tiene más solos. Le gusta el fútbol y hacer imitaciones. Se le da bien cocinar. Antes debutar como cantante debutó como actor, hasta el momento ya lleva participado en varios doramas en la que la mayoría son papeles principales. Al igual que a su amigo Daiki a Ryosuke le gustaría llegar a medir 1.80 pero ya se ha resignado con respecto a su estatura, dato curioso es que odia los tacones, pues siente que no se verá genial al lado de una chica más alta que el, ama los videojuegos y películas de Resident Evil y actualmente toca el saxofón en los conciertos de JUMP. Es parte del canal de variedades de Youtube Jani no Channel (ジャにのちゃんねる)y tiene su propio canal de videojuegos en Youtube LEOの遊び場 (Leo's Playground). Su color distintivo es el rojo.

- Yūri Chinen (知念 侑李 Chinen Yuuri?,  nacido el 30 de noviembre de 1993). Es un actor japonés , bailarín e integrante del grupo musical Hey! Say! JUMP y Hey! Say! 7. Él está bajo la dirección de Johnny & Associates. Nació en la ciudad Hamamatsu, prefectura de Shizuoka, actualmente vive en el área metropolitana en Tokio. Es el miembro más joven y pequeño en altura. Le gusta que le presten atención. Destaca en el grupo por sus acrobacias. Su color distintivo es el rosa.

- Yuto Nakajima (中島 裕翔 Nakajima Yūto?,  nacido el 10 de agosto de 1993). Actor japonés y cantante, así como miembro de Hey! Say! JUMP y Hey! Say! 7. Él está bajo la dirección de Johnny & Associates. Es muy flexible y le gustan mucho los animales. Es uno de los miembros más altos del grupo.  Toca la batería en los conciertos y su color distintivo es el celeste.

### Hey! Say! BEST
- Daiki Arioka (有岡 大貴 Arioka Daiki?,  nacido el 15 de abril de 1991). Es un actor japonés, bailarín y cantante y miembro de la agrupación musical japonés Hey! Say! JUMP y Hey! Say! BEST. Él está bajo la dirección de Johnny & Associates. Él nació en la ciudad Chiba, vive en la ciudad de Tokio en el área metropolitana. No está muy conforme con su estatura (1,64). Es el más hermoso del grupo. Tiene un cabello extremadamente lindo. Sus colores favoritos son el naranja y el rojo. Su color distintivo es el naranja.

- Yuya Takaki (雄也 高木 Takaki Yuya?,  nacido el 26 de marzo de 1990). Es un actor y cantante japonés e integrante de la agrupación musical Hey! Say! JUMP y Hey! Say! BEST. Esta bajo la dirección de Johnny & Associates. Nació en Osaka. Los miembros del grupo lo consideran infantil. La gente suele leer su nombre como Takagi. Su color distintivo es el violeta.

- Hikaru Yaotome (八乙女光 Yaotome Hikaru?,  nacido el 2 de diciembre de 1990). Cantante japonés y miembro de Hey! Say! JUMP y Hey! Say! BEST. Esta bajo la dirección de Johnny & Associates. Nació en Miyagi y actualmente vive en el área metropolitana de Tokio. Le gusta el Soccer y el Béisbol. Es el "payaso o Gracioso" del grupo. Toca el bajo durante los conciertos. En 2022 tuvo un periodo de inactividad en JUMP, así como también en programas de variedades en los que es recurrente, debido a una sordera repentina, en noviembre del mismo año retomó sus actividades. Su color distintivo es el amarillo.

- Kei Inoo (伊野尾 慧 Inoo Kei, nacido el 22 de junio de 1990) Es un cantante japonés e integrante de la agrupación musical Hey! Say! JUMP y Hey! Say! BEST. Esta bajo la dirección de Johnny & Associates. Nació en Saitama y actualmente vive en Tokio, en el área metropolitana. Él toca el piano y teclado durante los conciertos. Estudió arquitectura en la Universidad de Meiji, graduándose en 2013. Su color distintivo es el azul.

- Kōta Yabu (薮 宏太 Yabu Kōta?,  nacido el 31 de enero de 1990). Cantante japonés, así como miembro de Hey! Say! JUMP y Hey! Say! BEST. Esta bajo la dirección de Johnny & Associates. Nació en la ciudad Yokohama. Vive en Tokio en el área metropolitana. Es el mayor y el líder del grupo, uno de los cantantes principales. Tiene los mejores talentos y habilidades de baile y un alto tono de voz, también toca la guitarra durante los conciertos. Se graduó en 2020 del Departamento de Ciencias Humanas de la Universidad Waseda. Su color distintivo es el verde claro.

## Exmiembros
- Keito Okamoto (岡本 圭人 Okamoto Keito?,  nacido el 1 de abril de 1993). Cantante y actor japonés, fue miembro de la agrupación musical Hey! Say! JUMP y Hey! Say! 7. Bajo la dirección de Johnny & Associates. Nació en Osaka. Vivió en Inglaterra durante cuatro años hasta volver a Tokio en el área metropolitana. Habla inglés con fluidez. Durante muchos años asistió a la escuela Homefield, Brandeston Hall y el colegio Framlingham en Inglaterra. En 2021 abandonó el grupo para dedicarse a la actuación, continúa bajo la dirección de Johnny & Associates como actor.
- Ryūtarō Morimoto  (森本 龍太郞 Morimoto Ryūtarō?, 6 de abril de 1995) Cantante y actor japonés, perteneció a Hey! Say! JUMP y Hey! Say! 7 desde el debut del grupo, pero fue suspendido de este en junio de 2011 tras revelarse fotografías en las que Morimoto aparece fumando siendo menor de edad, lo que finalmente condujo a su retiro del grupo en 2012. En 2016, Morimoto regresó a la industria del entretenimiento como cantante y productor del grupo de cinco miembros, Zero.

## Discografía

### Sencillos
| Lanzamiento | Título                                  | Oricon Singles Charts | Oricon Singles Charts | Oricon Singles Charts | Oricon Singles Charts | Oricon Singles Charts | Oricon Singles Charts |
| Lanzamiento | Título                                  | Puesto                | Puesto                | Puesto                | Puesto                | Ventas                | Ventas                |
| Lanzamiento | Título                                  | Diario                | Semanal               | Mensual               | Anual                 | Estreno               | Total                 |
| ----------- | --------------------------------------- | --------------------- | --------------------- | --------------------- | --------------------- | --------------------- | --------------------- |
| 08/01/2007  | "Hey! Say!"                             | 1                     | 1                     | 1                     | 28                    | 121,000               | 196,000               |
| 11/14/2007  | "Ultra Music Power"                     | 1                     | 1                     | 3                     | 14                    | 247,000               | 340,000               |
| 05/21/2008  | "Dreams Come True"                      | 1                     | 1                     | 3                     | 25                    | 181,000               | 249,000               |
| 07/23/2008  | "Your Seed / Bouken Rider"              | 1                     | 1                     | 4                     | 31                    | 160,032               | 213,678               |
| 10/22/2008  | "Mayonaka no Shadow Boy"                | 1                     | 1                     | 4                     | 21                    | 211,322               | 291,379               |
| 02/24/2010  | "Hitomi no Screen"                      | 1                     | 1                     | 3                     | n/d                   | 201,897               | 250,206               |
| 12/15/2010  | "[Arigato]~Sekai no Doko ni Itemo~"     | 1                     | 1                     | n/d                   | n/d                   | 150,504               | 188,555               |
| 06/29/2011  | "Over"                                  | 1                     | 1                     | n/d                   | 15                    | 265,390               | 296,307               |
| 09/21/2011  | "Magic Power"                           | 1                     | 1                     | 3                     | 21                    | 217,661               | 254,171               |
| 22/02/2012  | "Super Delicate"                        | 1                     | 1                     | n/d                   | n/d                   | 248,778               | n/d                   |
| 26/06/2013  | "Come on my House"                      | n/d                   | n/d                   | n/d                   | n/d                   | n/d                   | n/d                   |
| 25/12/2013  | "Ride with Me"                          | n/d                   | n/d                   | n/d                   | n/d                   | n/d                   | n/d                   |
| 05/02/2014  | "AinoArika ~ Aisureba motto happy-life" | n/d                   | n/d                   | n/d                   | n/d                   | n/d                   | n/d                   |
| 03/09/2014  | "Weekender Asu e no YELL"               | n/d                   | n/d                   | n/d                   | n/d                   | n/d                   | n/d                   |
| 29/02/2015  | "Chau Ga I Need You"                    | n/d                   | n/d                   | n/d                   | n/d                   | n/d                   | n/d                   |
| 21/10/2015  | "Kimi Attraction"                       | n/d                   | n/d                   | n/d                   | n/d                   | n/d                   | n/d                   |
| 11/05/2016  | "Maji SUNSHINE"                         | n/d                   | n/d                   | n/d                   | n/d                   | n/d                   | n/d                   |
| 26/10/2016  | "Fantastic Time"                        | n/d                   | n/d                   | n/d                   | n/d                   | n/d                   | n/d                   |
| 14/12/2016  | "Give me Love"                          | n/d                   | n/d                   | n/d                   | n/d                   | n/d                   | n/d                   |
| 22/02/2017  | "OVER THE TOP"                          | n/d                   | n/d                   | n/d                   | n/d                   | n/d                   | n/d                   |
| 05/07/2017  | "Precious Girl"                         | n/d                   | n/d                   | n/d                   | n/d                   | n/d                   | n/d                   |
| 20/12/2017  | "White Love"                            | n/d                   | n/d                   | n/d                   | n/d                   | n/d                   | n/d                   |
| 14/02/2018  | "Mae wo Muke"                           | n/d                   | n/d                   | n/d                   | n/d                   | n/d                   | n/d                   |
| 01/08/2018  | "COSMIC HUMAN"                          | n/d                   | n/d                   | n/d                   | n/d                   | n/d                   | n/d                   |
| 22/05/2019  | "Lucky-Unlucky"                         | n/d                   | n/d                   | n/d                   | n/d                   | n/d                   | n/d                   |
| 21/08/2019  | "Fanfare"                               | n/d                   | n/d                   | n/d                   | n/d                   | n/d                   | n/d                   |
| 26/02/2020  | "I am / Muah Muah"                      | n/d                   | n/d                   | n/d                   | n/d                   | n/d                   | n/d                   |
| 01/07/2020  | "Last Mermaid..."                       | n/d                   | n/d                   | n/d                   | n/d                   | n/d                   | n/d                   |
| 30/09/2020  | "Your song"                             | n/d                   | n/d                   | n/d                   | n/d                   | n/d                   | n/d                   |
| 12/05/2021  | "Negative Fighter"                      | n/d                   | n/d                   | n/d                   | n/d                   | n/d                   | n/d                   |
| 25/08/2021  | "Gunjou Runaway"                        | n/d                   | n/d                   | n/d                   | n/d                   | n/d                   | n/d                   |
| 24/11/2021  | "Sing-along"                            | n/d                   | n/d                   | n/d                   | n/d                   | n/d                   | n/d                   |
| 25/05/2022  | "area / Koi wo Surunda / Harutsubame"   |                       |                       |                       |                       |                       |                       |

### Álbum
- JUMP No.1 (2010)
- JUMP World (2012)
- S3art (2014)
- JUMPing Car (2015)
- DEAR (2016)
- 2007-2017 IO (2017)
- SENSE or LOVE (2018)
- PARADE (2019)
- Fab! -Music speaks.- (2020)
- FILMUSIC! (2022)

## Canciones originales
Hey! Say! 7 (Grupo temporal)
- Fatalism
- The ONE
- Hey Say
- Bon Bon
- I Wo Kure

Hey! Say! JUMP
- Ultra Music Power
- Dreams Come True
- Your Seed
- Mayonaka no Shadow Boy
- Glorious
- Deep night Kimi Omou
- School Kakumei (letra de Yabu Kota)
- Star Time
- Too Shy
- Bouken Rider
- Chance to Change
- トビラの向こう (Tobira No Mukou)
- 心・技・体 (Shin Gi Tai)
- My HEAVEN
- 大胆夢敵 (Daitan Muteki)
- 太陽にLOVE MOTION! (Taiyou ni LOVE MOTION!)
- BUMP UP
- HIGHER
- FLY
- Memories
- 情熱JUMP (Jounetsu JUMP)
- Endless Dream
- Born in The EARTH
- Our Future
- To The Top
- Romeo & Juliet
- Hitomi no Screen
- 愛ing－アイシテル－ (Ai~ing -aishiteru-)
- Born in The EARTH
- OVER
- Magic Power
- 眠リノ森 (Nemuri Rino Mori)
- BE ALIVE
- Kira Kira Hikare
- Weekender
- Maji Sunshine
- B.A.B.Y
- Masquerade
- Eternal

Hey! Say! BEST
- ス・リ・ル (Thrill)
- STYLE
- スパイシー (Spicy)
- Switch
- School Days
- Score
- Screw

Hey! Say! 7
- ワンダーランド・トレイン (Wonderland Train)
- S.O.S
- Brave Story
- Salsa Iina Iine
- GET
- Kawaii Kimi no Koto da Mono
- Nounai Dance
- Kagayaki Days
- ユー・ガッタ・モール(You Gotta More)
- ウタウタウ (Uta utau)